# Waltenberger-Haus
La Waltenberger-Haus est un refuge de montagne dans les Alpes d'Allgäu.

## Chemin d'accès
Le refuge se situe près d'Oberstdorf, entre le Mädelegabel et le chemin de Heilbronn (de). Les refuges voisins sont le refuge du Rappensee (à 5 heures de marche) et le Kemptner Hütte (à 4 heures).
Le Waltenberger-Haus et le Kaufbeurer Haus sont les seuls refuges des Alpes d'Allgäu à ne pas être reliés par un téléphérique et sont approvisionnés par hélicoptère.

## Histoire
Durant l'été 1875, le Club alpin germano-autrichien pose les bases d'un abri en dessous du Mädelegabel. Six semaines plus tard, le bâtiment est achevé et ouvre le 5 septembre 1875. Il est baptisé du nom d'Anton Waltenberger, cofondateur et ancien directeur de l'association. En raison d'une situation plus rude que prévu, le refuge doit être reconstruit neuf ans plus tard.

## Sites à proximité

### Chemins de randonnée
- Entre Birgsau (de) et Einödsbach (de) : 3 heures et demie de marche par le chemin de Heilbronn (de)

### Autres refuges
- Kemptner Hütte : 4 heures
- Refuge du Rappensee : 4 heures

### Sommets
- Mädelegabel (2 645 m) : 2 heures et demie de marche
- Bockkarkopf (2 608 m) : 1 heure et demie
- Hohes Licht (2 652 m) : 2 heures et demie
- Trettachspitze (2 595 m) : 3 heures